# 拉斯姆斯·連基倫
拉斯姆斯·連基倫（Rasmus Lindgren，1984年11月29日—），瑞典足球運動員，司職中場，現時效力荷蘭球會格羅寧根。
他在2003年曾由瑞典球會蘭斯干拿加盟該隊，但因上陣次數有限而離隊。在2008年，他以250萬歐元轉會費由格羅寧根重返這支歐洲勁旅。